# Korfbal 1979-1980
Korfbalseizoen 1979-1980 is het tiende seizoen van de gezamenlijke korfbalbond KNKV. In dit seizoen telt de veldcompetitie een Hoofdklasse waarbij elk team 18 wedstrijden speelt en in de zaalcompetitie zijn twee Hoofdklassen waarbij elk team 14 wedstrijden speelt.

## Veldcompetitie KNKV
In seizoen 1979-1980 was de hoogste Nederlandse veldkorfbalcompetitie in de KNKV de Hoofdklasse; een poule met tien teams. Het kampioenschap is voor het team dat na 18 competitiewedstrijden de meeste wedstrijdpunten heeft verzameld. Een play-off systeem was niet van toepassing. Enkel bij een gedeelde eerste plaats zou er een beslissingswedstrijd gespeeld moeten worden. De onderste twee ploegen degraderen.
Hoofdklasse Veld
| pos | club           | gs | w  | g | v  | pnt | dv  | dt  | dt  |
| --- | -------------- | -- | -- | - | -- | --- | --- | --- | --- |
| 1.  | PKC*           | 19 | 12 | 5 | 2  | 29  | 193 | 154 | +39 |
| 2.  | DOS'46*        | 19 | 12 | 3 | 4  | 27  | 154 | 130 | +24 |
| 3.  | Deetos         | 18 | 11 | 4 | 3  | 26  | 186 | 147 | +29 |
| 4.  | Allen Weerbaar | 18 | 8  | 6 | 4  | 22  | 138 | 125 | +13 |
| 5.  | AKC Blauw-Wit  | 18 | 9  | 3 | 6  | 21  | 139 | 124 | +15 |
| 6.  | Fortuna        | 18 | 8  | 5 | 5  | 21  | 141 | 139 | +2  |
| 7.  | Archipel       | 18 | 6  | 1 | 11 | 13  | 117 | 133 | -16 |
| 8.  | LUTO           | 18 | 3  | 4 | 11 | 10  | 117 | 130 | -13 |
| 9.  | Rapiditas      | 18 | 3  | 1 | 14 | 7   | 112 | 163 | -49 |
| 10. | Deto           | 18 | 2  | 2 | 14 | 6   | 122 | 174 | -48 |

- = na 18 wedstrijden stonden PKC en DOS'46 allebei op 27 punten. Om te beslissen welke ploeg kampioen zou worden moest er een beslissingswedstrijd gespeeld worden. Deze wedstrijd werd gespeeld op zaterdag 24 mei 1980 en PKC won met 9-8.

| Veldkampioen van Nederland KNKV 1980 |
| ------------------------------------ |
| PKC                                  |

## Zaalcompetitie KNKV
In seizoen 1979-1980 was de hoogste Nederlandse zaalkorfbalcompetitie in de KNKV de Hoofdklasse; twee poules met elk acht teams. Het kampioenschap is voor de winnaar van de kampioenswedstrijd, waarin de kampioen van de Hoofdklasse A tegen de kampioen van de Hoofdklasse B speelt.
 Hoofdklasse A
| pos | club           | gs | w  | g | v  | pnt | dv  | dt  | dt  |
| --- | -------------- | -- | -- | - | -- | --- | --- | --- | --- |
| 1.  | Deetos         | 14 | 12 | 0 | 2  | 24  | 184 | 150 | +34 |
| 2.  | Allen Weerbaar | 14 | 8  | 2 | 4  | 18  | 158 | 144 | +14 |
| 3.  | LUTO           | 14 | 8  | 2 | 4  | 18  | 138 | 130 | +8  |
| 4.  | HKV            | 14 | 6  | 3 | 5  | 15  | 162 | 149 | -13 |
| 5.  | Steeds Hoger   | 14 | 6  | 2 | 6  | 14  | 164 | 160 | +4  |
| 6.  | Fortuna        | 14 | 5  | 3 | 6  | 13  | 144 | 141 | +3  |
| 7.  | KVS            | 14 | 3  | 0 | 11 | 6   | 133 | 175 | -2  |
| 8.  | Pams           | 14 | 2  | 0 | 12 | 4   | 123 | 157 | -34 |

Hoofdklasse B
| pos | club          | gs | w | g | v | pnt | dv  | dt  | dt  |
| --- | ------------- | -- | - | - | - | --- | --- | --- | --- |
| 1.  | PKC           | 14 | 8 | 3 | 3 | 19  | 153 | 145 | +8  |
| 2.  | AKC Blauw-Wit | 14 | 8 | 1 | 5 | 17  | 165 | 137 | +28 |
| 3.  | DOS'46        | 14 | 5 | 6 | 3 | 16  | 164 | 157 | +7  |
| 4.  | Archipel      | 14 | 6 | 3 | 5 | 15  | 132 | 125 | +7  |
| 5.  | LDO           | 14 | 4 | 5 | 5 | 13  | 149 | 157 | -8  |
| 6.  | Deto          | 14 | 5 | 3 | 6 | 13  | 144 | 158 | -14 |
| 7.  | ROHDA         | 14 | 4 | 4 | 6 | 12  | 164 | 170 | -6  |
| 8.  | SAMOS         | 14 | 1 | 5 | 8 | 7   | 130 | 152 | -22 |

De finale werd gespeeld op zaterdag 8 maart 1980 in de Groenoordhallen in Leiden.
| Hoofdklasse Finale |        |    |
|                    |        |    |
| A1                 | Deetos | 15 |
| B1                 | PKC    | 15 |

Na de reguliere speeltijd stond de stand op 15-15. De wedstrijd werd via strafworpen beslist. In deze serie won Deetos de landstitel.
| Zaalkampioen van Nederland KNKV 1980 |
| ------------------------------------ |
| Deetos                               |